# Universo Particular
Universo Particular é um EP da banda Fruto Sagrado, gravado ao longo do ano de 2012 e publicado integralmente no site oficial da banda para download digital de forma independente.
O trabalho foi idealizado, produzido e gravado com o objetivo de aproximar o público da banda. Cada canção do projeto foi apresentado como um episódio, e ao longo do ano de 2012 seis canções compuseram a primeira temporada. Cada episódio do "álbum virtual" consistia de um vídeo, com comentários dos integrantes da banda e a gravação de uma música (a qual intitulava o episódio), juntamente com links para download gratuito da música em MP3, assim como da cifra e de play-alongs. A banda assumiu essa postura na intenção de tentar desvincular a visão convencional do padrão comum de álbum, lançando as músicas em períodos aleatórios, sem nenhuma ligação com o conceito de disco comercial.
O último episódio, "Cassino" foi acompanhado de um curta-metragem que mostra três histórias envolvendo o Fruto Sagrado, com destaque para o nascimento do filho de um dos integrantes da banda.
| Críticas profissionais | Críticas profissionais |
| Avaliações da crítica  | Avaliações da crítica  |
| Fonte                  | Avaliação              |
| ---------------------- | ---------------------- |
| O Propagador           | [ 5 ]                  |

## Faixas
1. "Universo Particular"
2. "Não Invente Alguém Para Amar"
3. "Seja o que For"
4. "Planeta Vermelho"
5. "Onde Ele Está?"
6. "Cassino"

## Formação
• Vanjor - vocal, guitarra
• Bene Maldonado - guitarras
• Sylas Jr. - bateria
• Marcos Quarterolli - baixo
• Daniel Tinoco - teclado